# Само
Само е първият известен по име славянски княз, основател на Държавата на Само.

## Биография
Съгласно хрониката на Фредегар, Само е франкски търговец от Сенонска област. Оглавява въстанието на славяните (венедите) против Аварския хаганат, избран е за крал (военен предводител) и впоследствие печели войната. Хрониката на Фредегар датира това събитие към 623 г.
Хипотезата за франкския произход на Само не е поддържана от много източници. Така по-късната традиция, записана в създадения около 870 г. в Бавария текст „Обръшането във вярата на баварите и хорутаните“ (на латински: Conversio Bagoariorum et Carantanorum), Само е наречен славянин:
| „                                     | По времето на славния крал на франките Дагоберт някакъв славянин на име Само, живеещ при хорутаните, е вожд на това племе. | “ |
| Conversio Bagoariorum et Carantanorum | |   |

Съвременният финландски филолог Й. Микола изказва предположението, че търговецът Само е гало-римлянин.
Анри Пирен, опирайки се на текста на Фредегар, резюмира: „Само дошъл в страната на вендите (най-старото име на славянските племена, най-вече на западните им клонове) с отрядите на авантюристи-роботърговци“, и по-нататък изказва предположение за това, че през 623 – 624 г. самият княз „навярно се е занимавал с търговия с роби.
През 631 г. на територията на държавата на Само са убити няколко франкски търговци. В отговор франкският крал Дагоберт I изпраща наказателна експедиция. В битката при Вогастисбург, продължила 3 дни, Само разбива франкската армия. По-късно славяните нахлуват в Тюрингия и някои други земи, контролирани от франките. Освен това, към Само се присъединява сорбския княз Дерван. Едва през 636 г. херцогът на Тюрингия Радулф успява да разбие славяните. След смъртта на Дагоберт I, самият Радулф въсстава против франките и разбива през 641 г. армията на сина на Дагоберт, кралят на Австразия Сигиберт III. Радулф започва да се титулува крал на Тюрингия и сключва договор за съюз със Само.
След смъртта на Само през 658 г., създадената от него държава се разпада под напора на аварите.